# 중부고속도로
| 2001년 이전 고속국도 노선 (기종점은 2001년 8월 24일 이전을 기준으로 함) | 2001년 이전 고속국도 노선 (기종점은 2001년 8월 24일 이전을 기준으로 함) | 2001년 이전 고속국도 노선 (기종점은 2001년 8월 24일 이전을 기준으로 함) |
| ----------------------------------------------------------------------- | ----------------------------------------------------------------------- | ----------------------------------------------------------------------- |
| 노선 기호와 사용 연도                                                   |                                                                         | 10                                                                      |
| 노선 기호와 사용 연도                                                   | 1987년 ~ 1997년                                                         | 1997년 ~ 2001년                                                         |
| 노선명                                                                  | 중부고속도로 (고속국도 제10호선)                                        | 중부고속도로 (고속국도 제10호선)                                        |
| 기점                                                                    | 경기도 하남시 (최초 서울특별시 강동구)                                  | 경기도 하남시 (최초 서울특별시 강동구)                                  |
| 종점                                                                    | 충청북도 청원군                                                         | 충청북도 청원군                                                         |

중부고속도로(中部高速道路, 고속국도 제35호선의 일부)는 충청북도 청주시 남이 분기점을 기점으로, 경기도 하남시 하남 분기점을 종점으로 하여 남북을 잇는 대한민국의 고속도로이다. 통영대전고속도로와 같은 노선번호가 부여되어 있지만 법적, 제도적으로 다른 노선이다. 경부고속도로의 교통량을 분산하고 지역 개발을 촉진하기 위하여 1987년 12월 3일 개통되었다. 88올림픽고속도로에 이어 2번째로 콘크리트로 포장하여 건설비와 유지비를 절감하였고 2018년 동계 올림픽을 대비해 시설개량 공사가 진행되었다. 공사 구간은 하남 분기점에서 호법 분기점까지이고, 양방향 1개 차로씩 통제되었다. 이 구간은 2016년 3월 15일 착공하여 2017년 12월에 완공되었다.

## 역사
- 1985년 4월 19일 : 하일 나들목 ~ 남이 분기점 구간 착공
- 1985년 5월 29일 : 서울특별시 강동구 상일동 ~ 충청남도 대전시 동구 신대동 구간을 고속국도 제10호선 중부고속도로(중부선)으로 지정[3]
- 1985년 11월 2일 : 중부고속도로 신설을 위해 서울특별시 강동구 상일동 ~ 충청북도 청원군 현도면 매봉리 34.14km 구간 도로구역 결정[4]
- 1986년 3월 6일 : 중부고속도로 신설을 위해 서울특별시 강동구 상일동 ~ 충청남도 대전시 동구 신대동 110.3km 구간 도로구역 결정[5]
- 1986년 9월 23일 : 동서울 요금소 건설을 위해 경기도 광주군 동부읍 하산곡리 600m 구간 도로구역 변경, 곤지암도로관리사무소 건설을 위해 경기도 광주군 실촌면 삼리 200m 구간 도로구역 변경, 용면화물주차장 건설을 위해 경기도 이천군 신둔면 용면리 ~ 고척리 500m 구간 도로구역 변경, 음성휴게소 건설을 위해 충청북도 음성군 삼성면 양덕리 ~ 용성리 1.5km 구간 도로구역 변경, 청주화물주차장 건설을 위해 충청북도 청주시 강서동 1.1km 구간 도로구역 변경[6]
- 1987년 2월 17일 : 증평 나들목 건설을 위해 충청북도 청원군 오창면 여천리 1.2km 구간 도로구역 변경, 진천도로관리사무소 건설을 위해 충청북도 진천군 진천읍 송두리 400m 구간 도로구역 변경[7]
- 1987년 12월 3일 : 하일 나들목 ~ 남이 분기점 145.3km 구간 왕복 4차로 개통[8][9], 남이 분기점 - 회덕 분기점 구간 확장.
- 1987년 6월 : 음성 나들목, 증평 나들목 신설 공사 착공
- 1988년 8월 1일 : 음성 나들목과 증평 나들목 개통[10]
- 1990년 10월 26일 : 오창휴게소 신설 공사로 인해 충청북도 청원군 오창면 화산리 700m 구간 도로구역 변경[11]
- 1991년 7월 25일 : 기점을 '서울특별시 강동구 상일동'에서 '경기도 하남시 덕풍동'으로, 종점을 '충청남도 대전시 동구 신대동'에서 '충청북도 청원군 남이면'으로 변경, 기존 서울특별시 강동구 상일동 ~ 경기도 하남시 덕풍동 구간은 서울외곽순환고속도로(현 수도권제1순환고속도로)로 편입되고 경부고속도로 중첩 구간 삭제[12]
- 1991년 10월 31일 : 하남 분기점 개통
- 1992년 2월 13일 : 이천휴게소 신설 공사로 인해 경기도 이천군 마장면 목리 780m 구간 도로구역 변경[13]
- 1992년 6월 9일 : 곤지암 나들목 요금소 차선 확장을 위해 경기도 광주군 실촌면 삼리 200m 구간 도로구역 변경[14]
- 1993년 6월 19일 : 음성 나들목 요금소 차선 확장을 위해 충청북도 음성군 대소면 오류리 294m 구간 도로구역 변경[15]
- 1994년 2월 8일 : 1994년 12월까지 서청주 나들목 요금소 차선 확장을 위해 충청북도 청주시 지동동 250m 구간 도로구역 변경[16]
- 1997년 2월 24일 : 1998년 12월까지 오창 나들목 신설을 위해 충청북도 청원군 오창면 상평리 ~ 양청리 920m 구간 도로구역 변경[17][18]
- 1997년 7월 10일 : 2001년 12월까지 하남 ~ 호법 구간 왕복 8차로 확장 공사 및 하남 나들목 설치를 위해 경기도 하남시 덕풍동 ~ 상산곡동 7.06km 구간, 경기도 광주군 초월면 신월리 ~ 이천시 호법면 후안리 24km 구간 도로구역 변경[19]
- 1997년 10월 24일 : 2001년 12월까지 상산곡 ~ 초월 구간 왕복 8차로 확장 공사를 위해 경기도 하남시 상산곡동 ~ 광주군 초월면 신월리 11.024km 구간 도로구역 변경[20]
- 1998년 7월 4일 : 1999년 12월까지 음성 나들목 요금소 차선 확장 공사를 위해 충청북도 음성군 대소면 오류리 360m 구간 도로구역 변경[21]
- 1998년 12월 31일 : 오창 나들목 개통[22]
- 2000년 7월 22일 : 2001년 12월까지 서이천 나들목 신설을 위해 경기도 광주군 초월면 신월리 ~ 이천시 호법면 후안리 24km 구간 도로구역 변경[23]
- 2001년 3월 9일 : 2002년 5월까지 곤지암 나들목 요금소 차선 확장을 위해 경기도 광주군 실촌면 삼리 256m 구간 도로구역 변경[24]
- 2001년 8월 1일 : 곤지암 나들목 인근 정체 완화를 위해 서이천 나들목 개통[25]
- 2001년 8월 25일 : 기점과 종점을 각각 하남 → 청원에서 청원 → 하남으로 변경. 대전통영고속도로와 함께 노선번호를 제35호로 변경, 경부고속도로와 중복 구간(대전광역시 동구 ~ 대덕구) 지정.[26]
- 2001년 9월 20일 : 2002년 12월까지 진천 나들목 요금소 차로 확장을 위해 충청북도 진천군 진천읍 상신리 250m 구간 도로구역 변경[27]
- 2001년 11월 23일 : 호법 분기점 ~ 마장 분기점 2.14km 구간, 산곡 분기점 ~ 하남 분기점 7.55km 구간 왕복 8차로 확장 개통,[28] 마장 분기점과 산곡 분기점 개통
- 2001년 12월 15일 : 전 구간 제한속도를 최고 110km/h, 최저 60km/h 로 지정[29]
- 2002년 5월 15일 : 음성 나들목 요금소 차선 확장 공사 기간을 2004년 12월로 연기[30]
- 2004년 11월 10일 : 전 구간 제한속도를 최고 110km/h, 최저 60km/h 로 지정[31]
- 2005년 4월 1일 : 동서울만남의광장휴게소가 하남(동서울)만남의광장휴게소로 명칭 변경[32]
- 2006년 4월 1일 : 하남(동서울)만남의광장휴게소가 하남만남의광장휴게소로 명칭 변경[32]
- 2006년 4월 5일 : 오창휴게소 (상행) 확장 공사를 위해 충청북도 청원군 오창면 유리 ~ 화산리 440m 구간 도로구역 결정[33]
- 2007년 11월 8일 : 전 구간 제한속도를 최고 110km/h, 최저 60km/h 로 지정[34]
- 2007년 12월 18일 : 음성 ~ 호법 구간 확장 공사를 위해 충청북도 진천군 진천읍 상신리 ~ 경기도 이천시 마장면 표교리 44.66km 구간 도로구역 변경[35]
- 2008년 11월 11일 : 대소 분기점 개통
- 2009년 3월 3일 : 경안 요금소가 경기광주 요금소로 명칭 변경
- 2009년 5월 27일 : 전 구간 제한속도를 최고 110km/h, 최저 60km/h 로 지정[36]
- 2010년 9월 1일 : 전 구간 제한속도를 최고 110km/h, 최저 50km/h 로 지정[37]
- 2010년 12월 28일 : 도로명주소에 남이 분기점부터 하남 분기점까지 117.2km 구간을 중부고속도로로 고시[38]
- 2011년 9월 30일 : 남이천 나들목 신설을 위해 경기도 이천시 모가면 어농리 1.519km 구간 도로구역 변경[39]
- 2013년 4월 4일 : 마장프리미엄휴게소 신설 개장[40]
- 2013년 6월 4일 : 2015년까지 백곡천교 전면개량공사를 위해 충청북도 진천군 초평면 중석리 ~ 문백면 구곡리 1.34km 구간 도로구역 변경[41]
- 2013년 7월 5일 : 제2중부고속도로 하행선에서 중부고속도로 상행선을 잇는 마장프리미엄휴게소 회차로 개통[42]
- 2013년 7월 19일 : 음성 나들목이 대소 나들목으로 명칭 변경
- 2014년 7월 : 하남만남의광장휴게소가 하남드림휴게소로 명칭 변경
- 2015년 11월 27일 : 2016년 12월까지 음성 하이패스 나들목 설치를 위해 충청북도 음성군 삼성면 양덕리 1.9km 구간 도로구역 결정[43]
- 2015년 12월 24일 : 남이천 나들목 개통[44][45]
- 2016년 3월 15일 : 2018년 동계 올림픽을 대비에 하남 분기점 ~ 호법 분기점 구간 시설개량 공사 착공 및 양방향 1개 차로씩 통제[46]
- 2016년 9월 1일 : 전 구간 제한속도를 최고 110km/h, 최저 50km/h 로 지정[47]
- 2016년 11월 11일 : 경기광주 분기점 개통
- 2016년 12월 20일 : 음성휴게소 내에 삼성 나들목 개통[48][49]
- 2017년 3월 8일 : 2017년 12월까지 이천 하이패스 나들목 설치를 위해 경기도 이천시 신둔면 용면리, 고척리 270m 구간 도로구역 변경[50]
- 2017년 11월 24일 : 음성 하이패스 나들목 진출입로의 도로관리청 이관 및 하남 방향 진출입로 위치 변경을 위해 음성군 삼성면 양덕리 1.9km 구간 도로구역 변경[51]
- 2017년 12월 20일 : 하남방향 이천휴게소 내에 신둔 나들목 개통[52]
- 2017년 12월 22일 : 호법 분기점 ~ 하남 분기점 구간 시설개량 공사 완료[53]
- 2018년 1월 14일 : 오창 분기점 개통
- 2019년 9월 25일 : 2019년 12월 31일까지 일죽졸음쉼터 하남방향 시설개량을 위해 경기도 안성시 일죽면 월정리 830m 구간 도로구역 변경[54]
- 2020년 5월 12일 : 2021년 10월까지 가칭 '청주흥덕 하이패스 나들목' 설치공사를 위해 충청북도 청주시 흥덕구 강서동 3.04km 구간 도로구역 변경[55]
- 2022년 3월 21일 : 곤지암 분기점 개통
- 2023년 10월 3일 : 청주흥덕 나들목의 명칭을 청주강서 나들목으로 확정
- 2023년 10월 17일 : 하남방향 이천휴게소가 이천쌀휴게소로 명칭 변경
- 2024년 1월 31일 : 청주강서 나들목 개통

## 통영대전고속도로와의 노선 번호 중복
2001년 고속도로 개편으로 인하여 노선 번호를 공유하게 된 통영대전고속도로와 같은 고속도로로 표기되는 경우도 볼 수 있다. 교통방송 등에서는 중부고속도로와 기종점을 공유하는 통영~하남 간 고속국도 제35호선 정도로 설명되고 있다.
하지만 두 고속도로는 고속국도노선지정령에 의해 엄연한 별개의 고속도로로 지정되어 있다. 비슷하게 노선번호가 동일함에도 별개로 둔 경우는 무안광주고속도로와 광주대구고속도로 등이 있다.한편 남해고속도로는 영암~순천 구간과 서순천~부산 구간이 분리되어 있음에도 불구하고 단일 노선으로 지정되어 있다.
2001년에 노선 번호를 공유하는 익산포항고속도로, 서산영덕고속도로, 중부내륙고속도로, 영동고속도로, 중앙고속도로, 동해고속도로 등은 명칭이 통일되었음에도 불구하고, 중부고속도로와 통영대전고속도로를 별개로 놔둔 이유는, 당초 1987년 중부고속도로를 건설할 당시 이 고속도로의 명칭이 서울과 대전을 잇는, '중부지방을 가로지르는 고속도로'라는 의미로 명명된 명칭이기 때문이다.
무안광주고속도로와 광주대구고속도로, 오산화성고속도로와 용인서울고속도로처럼 노선번호만 같고 별개의 고속도로인 경우 기종점 합산도 별개로 하고 있지만, 중부고속도로는 통영을 기점으로 거리를 계산하기도 한다. 실제로 중부고속도로 우측에 설치된 거리 표지는 통영 나들목을 기준으로 하고 있다.
제35호선 전체를 봤을 경우의 길이는 332.53 km가 된다. 동서울 방면으로 주행했을 때, 하남 분기점 끄트머리 오른편에 위치판 '동서울 0km'라는 표지판 바로 앞에 위치하고 있는 표지판에 표시되어 있다.

## 구성
차로수
- 산곡 분기점 ~ 마장 분기점, 호법 분기점 ~ 남이 분기점 : 왕복 4차로
- 하남 분기점 ~ 산곡 분기점, 마장 분기점 ~ 호법 분기점 : 왕복 8차로

총연장
- 117.23 km

제한속도
- 전 구간 최고 110km/h, 최저 50km/h

### 터널
| 터널 이름 | 소재지                            | 길이 | 준공 년도 | 비고         |
| --------- | --------------------------------- | ---- | --------- | ------------ |
| 진천터널  | 충청북도 진천군 초평면 연담리     | 475m | 1987년    | 구 중부4터널 |
| 중부3터널 | 경기도 광주시 남한산성면 하번천리 | 378m | 1987년    | 하남 방면    |
| 중부3터널 | 경기도 광주시 남한산성면 하번천리 | 369m | 1987년    | 통영 방면    |
| 중부2터널 | 경기도 광주시 남한산성면 하번천리 | 236m | 1987년    | 하남 방면    |
| 중부2터널 | 경기도 광주시 남한산성면 하번천리 | 252m | 1987년    | 통영 방면    |
| 중부1터널 | 경기도 광주시 남한산성면 엄미리   | 296m | 1987년    | 하남 방면    |
| 중부1터널 | 경기도 광주시 남한산성면 엄미리   | 300m | 1987년    | 통영 방면    |

### 교량
- 석남천1교
- 남촌2육교
- 남촌교
- 성암천교
- 미호천교
- 초평2교
- 초평1교
- 백곡천교
- 삼호교
- 월정교
- 매산교
- 청미천교
- 송도교
- 후안2교
- 후안1교
- 호법3육교
- 호법1육교
- 호법2육교
- 장암천교
- 안평육교
- 목리교
- 장암교
- 고척교
- 용면교
- 노곡천교
- 궁평교
- 삼리2육교
- 삼리1육교
- 곤지암천교
- 늑현육교
- 초월교
- 신월천교
- 서하교
- 번천3교
- 번천2교
- 번천1교
- 광지원2교
- 성산곡교
- 덕풍천교

## 나들목 · 분기점
- 여기서 숫자는 진출입교차점 (IC 및 JC) 번호를 말하고 TG는 요금소(Tollgate)와 SA는 휴게소(Service Area) 뜻한다.
- 거리의 단위는 km다.
- 본문에 표기된 누적 거리는 고속도로 상에 설치된 통영대전고속도로와 경부고속도로 구간의 합산 거리가 아닌 남이 분기점부터의 거리이다.

| 번호                                                 | 이름                                                 | 로마자 이름                                          | 구간 거리                                            | 누적 거리                                            | 접속 노선                                                                                              | 소재지                                               | 소재지                                               | 비고                                                                                     |
| 이전은 통영대전고속도로 참고 1호선 경부고속도로 직결 | 이전은 통영대전고속도로 참고 1호선 경부고속도로 직결 | 이전은 통영대전고속도로 참고 1호선 경부고속도로 직결 | 이전은 통영대전고속도로 참고 1호선 경부고속도로 직결 | 이전은 통영대전고속도로 참고 1호선 경부고속도로 직결 | 이전은 통영대전고속도로 참고 1호선 경부고속도로 직결                                                   | 이전은 통영대전고속도로 참고 1호선 경부고속도로 직결 | 이전은 통영대전고속도로 참고 1호선 경부고속도로 직결 | 이전은 통영대전고속도로 참고 1호선 경부고속도로 직결                                     |
| ---------------------------------------------------- | ---------------------------------------------------- | ---------------------------------------------------- | ---------------------------------------------------- | ---------------------------------------------------- | --- | ---------------------------------------------------- | ---------------------------------------------------- | ---------------------------------------------------------------------------------------- |
| 28                                                   | 남이 분기점                                          | Nami JC                                              | -                                                    | 0.00                                                 | 1호선 경부고속도로                                                                                     | 충청북도                                             | 청주시                                               | 기점 청주방향의 경우 경부고속도로(서울방향) 진출 불가능                                  |
| 28-1                                                 | 청주강서                                             | Cheongju-Gangseo                                     |                                                      |                                                      | 강서로 서현로                                                                                          | 충청북도                                             | 청주시                                               | 하이패스 전용 나들목                                                                     |
| 29                                                   | 서청주                                               | W.Cheongju                                           | 6.02                                                 | 6.02                                                 | 지방도 제507호선 (청주역로) 지방도 제693호선 (직지대로)                                                | 충청북도                                             | 청주시                                               |                                                                                          |
| 30                                                   | 오창                                                 | Ochang                                               | 7.46                                                 | 13.48                                                | 국도 제17호선 (공항로) 국가지원지방도 제96호선 지방도 제508호선 (중부로) 지방도 제540호선 (오창대로)   | 충청북도                                             | 청주시                                               |                                                                                          |
| 30-1                                                 | 오창 분기점                                          | Ochang JC                                            |                                                      |                                                      | 32호선 당진청주고속도로                                                                                | 충청북도                                             | 청주시                                               | 하남방향의 경우 당진청주고속도로(당진방향) 진출 불가능                                   |
| SA                                                   | 오창휴게소                                           | Ochang SA                                            |                                                      |                                                      | | 충청북도                                             | 청주시                                               | 양방향                                                                                   |
| 31                                                   | 증평                                                 | Jeungpyeong                                          | 8.37                                                 | 21.85                                                | 지방도 제510호선 (중부로) 지방도 제511호선 (신대석성로)                                                | 충청북도                                             | 청주시                                               |                                                                                          |
| 32                                                   | 진천                                                 | Jincheon                                             | 11.99                                                | 33.84                                                | 국도 제21호선 (덕금로)                                                                                 | 충청북도                                             | 진천군                                               |                                                                                          |
| 33                                                   | 대소 분기점                                          | Daeso JC                                             | 8.50                                                 | 42.34                                                | 40호선 평택제천고속도로                                                                                | 충청북도                                             | 음성군                                               |                                                                                          |
| 34                                                   | 대소                                                 | Daeso                                                | 4.19                                                 | 46.53                                                | 국가지원지방도 제82호선 (대금로)                                                                       | 충청북도                                             | 음성군                                               | 구 음성 나들목                                                                           |
| SA 34-1                                              | 음성휴게소 삼성                                      | Eumseong SA Samseong                                 | 4.66                                                 | 51.19                                                | 지방도 제329호선 (금일로)                                                                              | 충청북도                                             | 음성군                                               | 양방향 하이패스 전용 나들목                                                              |
| 35                                                   | 일죽                                                 | Iljuk                                                | 8.25                                                 | 59.44                                                | 국도 제38호선 (서동대로) 지방도 제306호선 (서동대로)                                                   | 경기도                                               | 안성시                                               |                                                                                          |
| 35-1                                                 | 남이천                                               | S.Icheon                                             | 10.71                                                | 70.15                                                | 국가지원지방도 제70호선 (사실로) 국가지원지방도 제84호선 공원로                                        | 경기도                                               | 이천시                                               |                                                                                          |
| 36                                                   | 호법 분기점                                          | Hobeop JC                                            | 6.00                                                 | 76.15                                                | 50호선 영동고속도로                                                                                    | 경기도                                               | 이천시                                               |                                                                                          |
| 37                                                   | 마장 분기점                                          | Majang JC                                            | 2.38                                                 | 78.53                                                | 37호선 제2중부고속도로                                                                                 | 경기도                                               | 이천시                                               | 청주방향의 경우 제2중부고속도로(하남방향) 진출 불가능                                    |
| SA                                                   | 마장프리미엄휴게소                                   | Majang Premium SA                                    |                                                      |                                                      | | 경기도                                               | 이천시                                               | 하남방향                                                                                 |
| SA                                                   | 이천휴게소                                           | Icheon SA                                            |                                                      |                                                      | | 경기도                                               | 이천시                                               | 청주방향                                                                                 |
| 38                                                   | 서이천                                               | W.Icheon                                             | 3.31                                                 | 81.84                                                | 국도 제3호선 (경충대로) 국도 제42호선 (중부대로) 서이천로                                              | 경기도                                               | 이천시                                               |                                                                                          |
| SA 38-1                                              | 이천쌀휴게소 신둔                                    | Icheon Ssal SA Sindun                                | 3.00                                                 | 84.84                                                | 서이천로853번길 도자예술로62번길                                                                       | 경기도                                               | 이천시                                               | 하남방향 중부고속도로와 제2중부고속도로 연결 하이패스 전용 나들목 하남방향 진출입만 가능 |
| 38-2                                                 | 곤지암 분기점                                        | Gonjiam JC                                           |                                                      |                                                      | 400호선 수도권제2순환고속도로                                                                          | 경기도                                               | 광주시                                               | 청주방향의 경우 수도권제2순환고속도로(화성방향) 진출 불가능                              |
| 39                                                   | 곤지암                                               | Gonjiam                                              | 7.71                                                 | 92.55                                                | 국도 제3호선 (경충대로)                                                                                | 경기도                                               | 광주시                                               |                                                                                          |
| 39-1                                                 | 경기광주 분기점                                      | Gyeonggi-Gwangju JC                                  |                                                      |                                                      | 52호선 광주원주고속도로                                                                                | 경기도                                               | 광주시                                               | 하남방향의 경우 광주원주고속도로(원주방향) 진출 불가능                                   |
| 40                                                   | 광주                                                 | Gwangju                                              | 12.12                                                | 104.67                                               | 국도 제43호선 (회안대로) 국도 제45호선 (회안대로·태허정로) 지방도 제342호선 (회안대로·태허정로) 해공로 | 경기도                                               | 광주시                                               |                                                                                          |
| 41                                                   | 산곡 분기점                                          | Sangok JC                                            | 4.94                                                 | 109.61                                               | 37호선 제2중부고속도로                                                                                 | 경기도                                               | 하남시                                               | 하남방향의 경우 제2중부고속도로(이천방향) 진출 불가능                                    |
| TG                                                   | 동서울 요금소                                        | E.Seoul TG                                           |                                                      |                                                      | | 경기도                                               | 하남시                                               | 본선요금소                                                                               |
| 42                                                   | 하남                                                 | Hanam                                                | 5.19                                                 | 114.80                                               | 국도 제6호선 (경강로) 국도 제43호선 (하남대로) 국도 제45호선 (미사대로·창우로) 팔당대교                | 경기도                                               | 하남시                                               | 하남방향 진입, 청주방향 진출 시 요금 지불                                                |
| SA                                                   | 하남드림휴게소                                       | Hanam Dream SA                                       |                                                      |                                                      | | 경기도                                               | 하남시                                               | 양방향 회차 가능                                                                         |
| 43                                                   | 하남 분기점                                          | Hanam JC                                             | 2.43                                                 | 117.23                                               | 100호선 수도권제1순환고속도로 (60호선 서울양양고속도로)                                                | 경기도                                               | 하남시                                               | 종점 하남방향 직진시 서울양양고속도로 간접 연결                                          |
| 100호선 수도권제1순환고속도로 직결                   |                                                      |                                                      |                                                      |                                                      | |                                                      |                                                      |                                                                                          |

## 주요 통과지
충청북도
- 청주시 (서원구 남이면 - 흥덕구 석곡동 - 강서동 - 비하동 - 지동동 - 향정동 - 신성동 - 남촌동 - 외북동 - 남촌동 - 외북동 - 내곡동 - 상신동 - 옥산면 - 청원구 오창읍) - 진천군 (초평면 - 문백면 - 초평면 - 진천읍 - 덕산읍 - 이월면) - 음성군 (대소면 - 삼성면)

경기도
- 안성시 (일죽면 - 죽산면 - 일죽면) - 이천시 (모가면 - 호법면 - 마장면 - 신둔면) - 광주시 (도척면 - 곤지암읍 - 초월읍 - 남한산성면) - 하남시 (상산곡동 - 하산곡동 - 천현동 - 덕풍동 - 춘궁동)

## 특이사항
- 하남방향 이천휴게소를 통하여 기존 중부고속도로와 제2중부고속도로 간 상호 이동이 가능하다. 당초 제2중부고속도로에서 기존 중부고속도로 방향만 이동 가능하였으나, 연결 통로가 개설되어 있으며 안내 표지판을 따라 나가면 된다.

## 갤러리

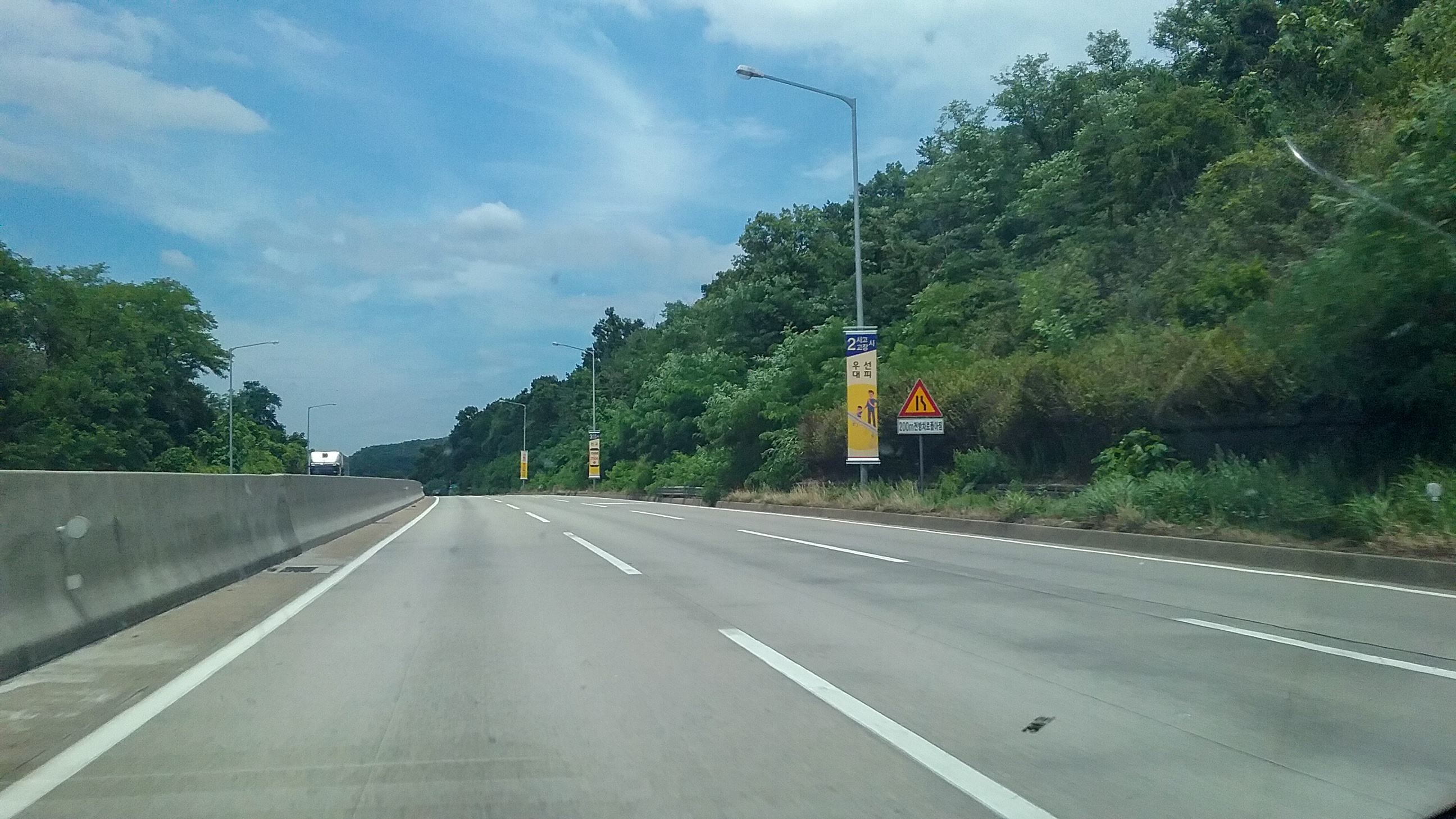
낙타고개 오르막차로 (안성시 일죽면 고은리)
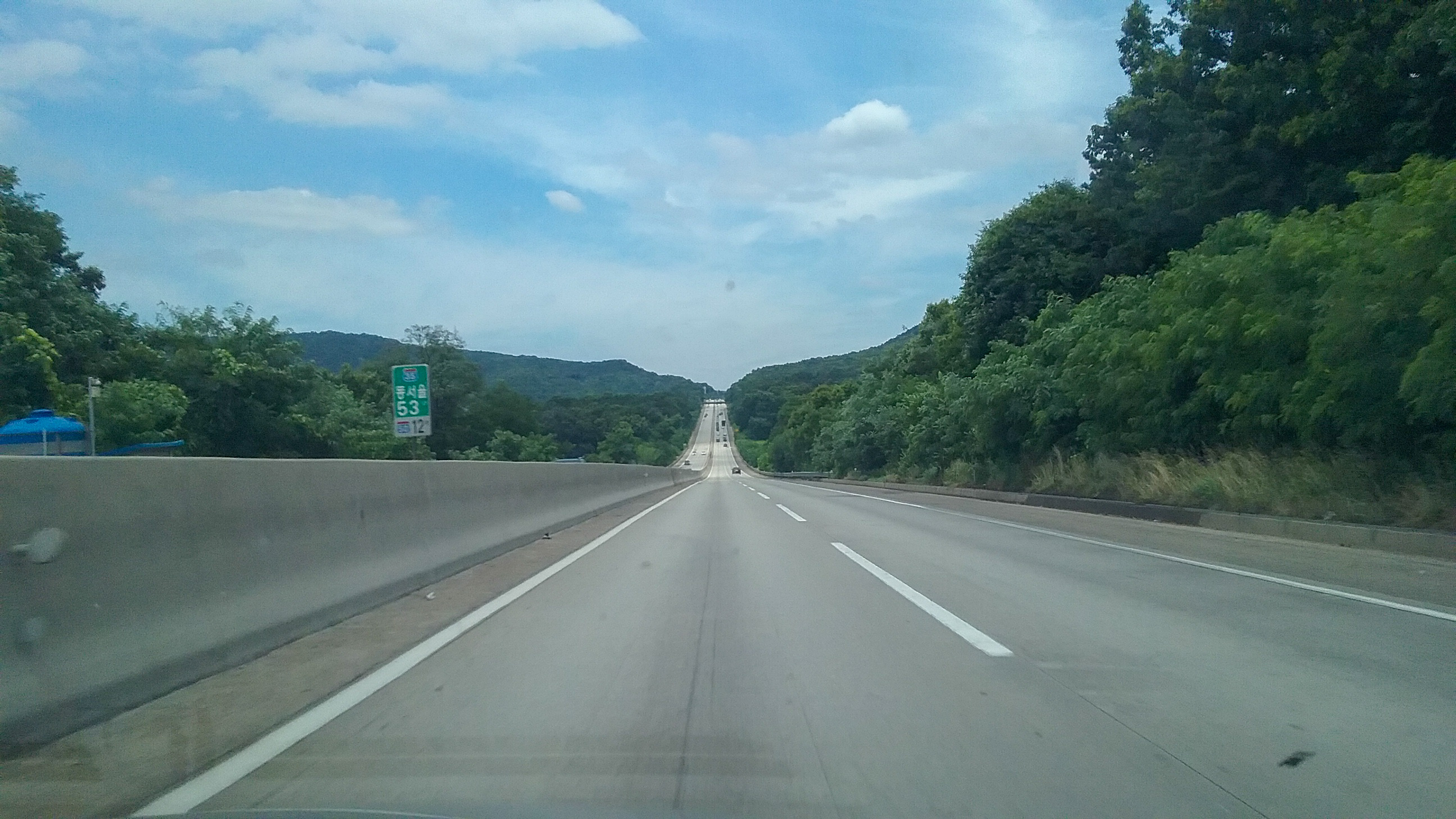
낙타고개
동서울 요금소
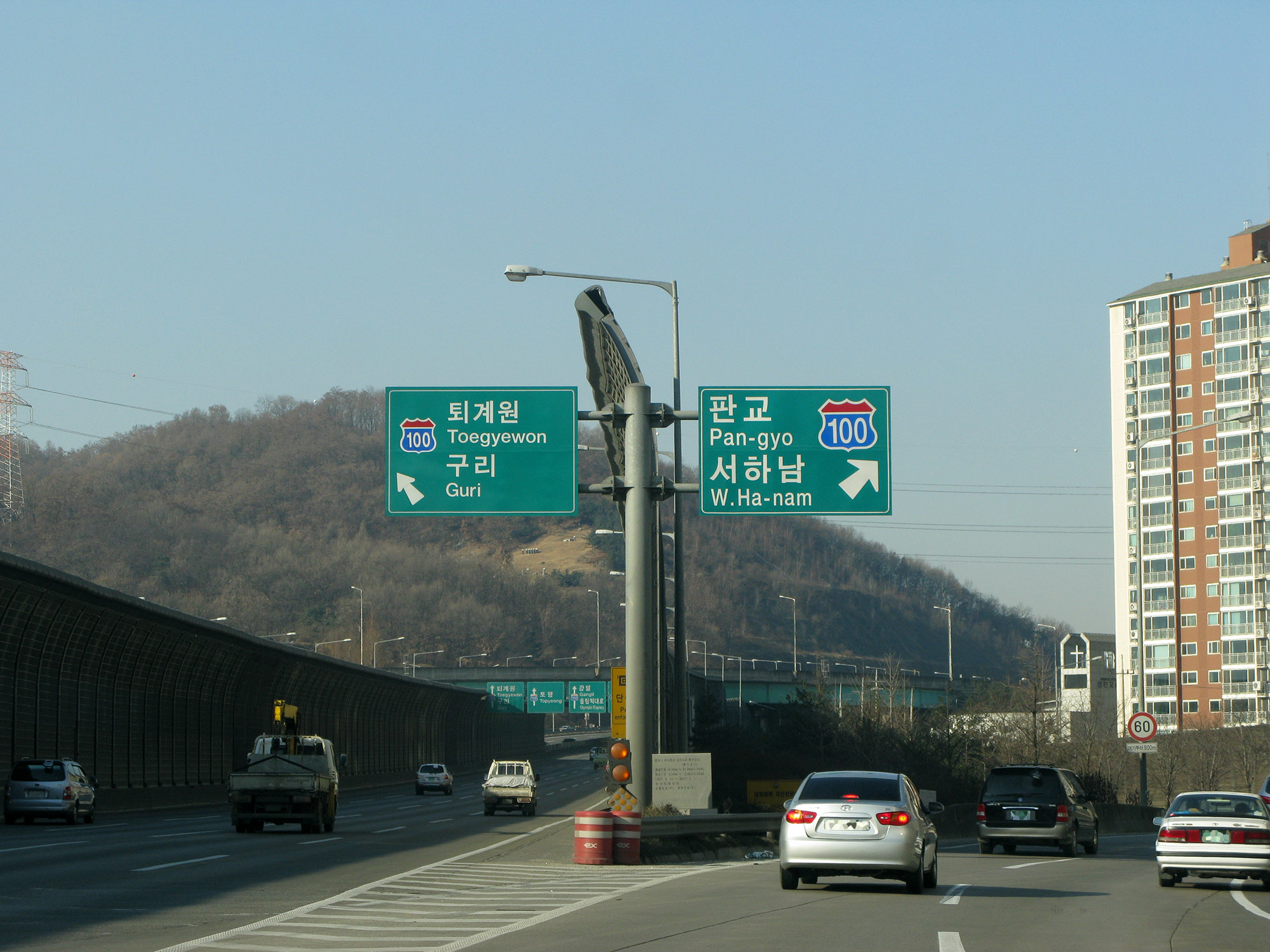
하남 분기점
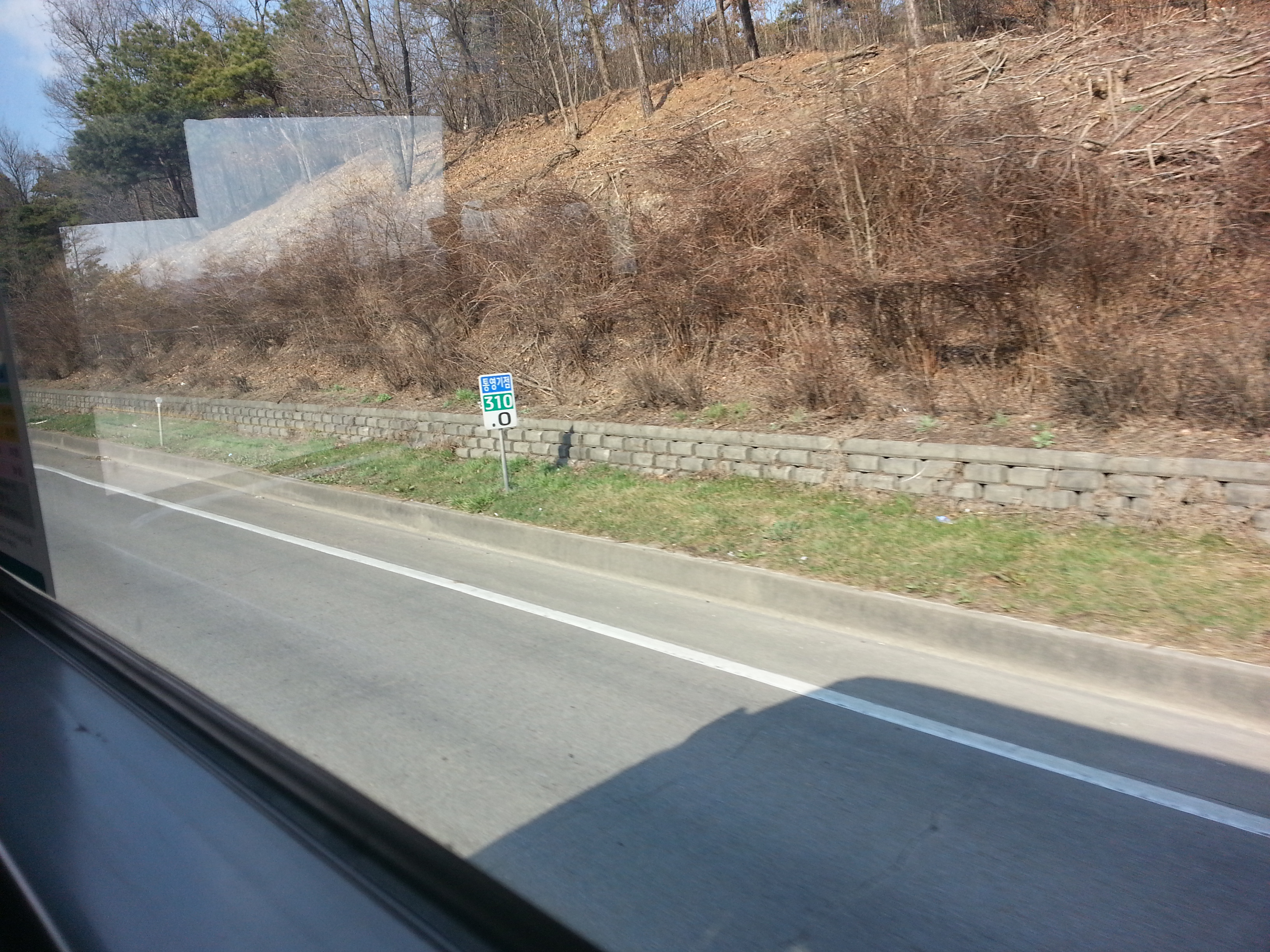
중부고속도로의 거리 표지판, 통영대전고속도로의 시점인 통영 나들목을 기준으로 하고 있다.

## 같이 보기
- 고속국도 제35호선
  - 통영대전고속도로
- 제2중부고속도로